# Desa Jayamulya (administrativ by i Indonesien, lat -6,41, long 107,07)
Desa Jayamulya är en administrativ by i Indonesien.   Den ligger i provinsen Jawa Barat, i den västra delen av landet, 30 km sydost om huvudstaden Jakarta.